# Pere Albertí Huguet
Pere Albertí Huguet (Palma, 21 de setembre de 1943). Economista, especialista en economia del tercer sector i voluntari de Creu Roja.
Fill d'Antoni i Maria, estudia a l'Escola Superior de Comerç de Palma, on obté el títol de professor mercantil (1965). A la Universitat Nacional d'Educació a Distància (UNED) es llicencia en Ciències Econòmiques i Empresarials (1981). S'especialitza en economia de les empreses cooperatives i obté el títol de tècnic en direcció d'empreses cooperatives.
Com a professional ha treballat a Indústries Amengual (1966-1968), Companyia Balear de Pinsos (1968-1971), grup d'empreses Roxa (1971-1974) i Companyia Telefònica Nacional d'Espanya (1974-1998) fins que s'acull al pla de jubilacions avançades.
Ha estat professor associat del departament d'economia i empresa de l'Escola de Turisme de la UIB (1998-2000) i professor col·laborador dels cursos de postgrau de la UIB. Ha publicat articles de divulgació sobre economia de les cooperatives i temes socials a diaris i a les revistes “La Nostra Paraula”, “Comunicació”, “Lluc”, “Drets Humans de Mallorca” i al butlletí de la Unió de Cooperatives de les Balears. En el període 2001-2010 és col·laborador de la memòria del CES. Abans ho va ser de l'Informe Econòmic i Social de Sa Nostra.
Ha estat membre actiu del moviment escolta (MSC) (1991-1998), ha fet part de la junta directiva de l'Obra Cultural Balear (1991-1995) i de l'Associació Paraula (2000-2002). Des del 2001 és membre del Comitè d'Ètica de Caixa Colonya, de Pollença. Entre 2006 i 2011 ha estat conseller del Consell Econòmic i Social en representació de les entitats de l'economia social. És col·laborador i assessor de la Unió de Cooperatives de Treball de les Balears. És voluntari de Creu Roja i des del 2006 és membre de la Comissió Autonòmica de Finances. És pare de dues filles.